# Бошан, Бьянка
Бьянка Боша́н (фр. Bianca Beauchamp, иногда на английский манер — Бьянка Бичем; родилась 14 октября 1977 года в Монреале (Квебек, Канада)) — канадская порноактриса и фетиш-модель, известная своим пристрастием к латексу и гламуру.

## Биография
Её отец канадец, француз по происхождению, мать — итальянка. Была названа в честь Бьянки Джаггер.

### Начало карьеры
В 17 лет, когда Бьянка начала учиться в педагогическом колледже, её жизнь резко изменилась. Она встретила студента и начинающего фотографа Мартина Перро, который в то время работал официантом в местном ресторане. Он сразу же предложил Бьянке позировать для него. «Он увидел меня как музу, но я все еще чувствовала себя неловко, когда видела свои фотографии, — говорит она. — Я хотела порвать их. Нужно было много времени и усилий, чтобы убедить меня, и в конце концов, я начала восхищаться собой как моделью». Год спустя они стали жить вместе. Продолжая своё модельное дело, Бьянка изучала французскую литературу, преподавала в колледже, а также начала обучающую интернатуру в своей старой средней школе.
Также Бьянка работала в «Макдоналдсе» в общей сложности на протяжении пяти лет. Эта работа не приносила ей удовольствия, но позволяла иметь гибкий график.

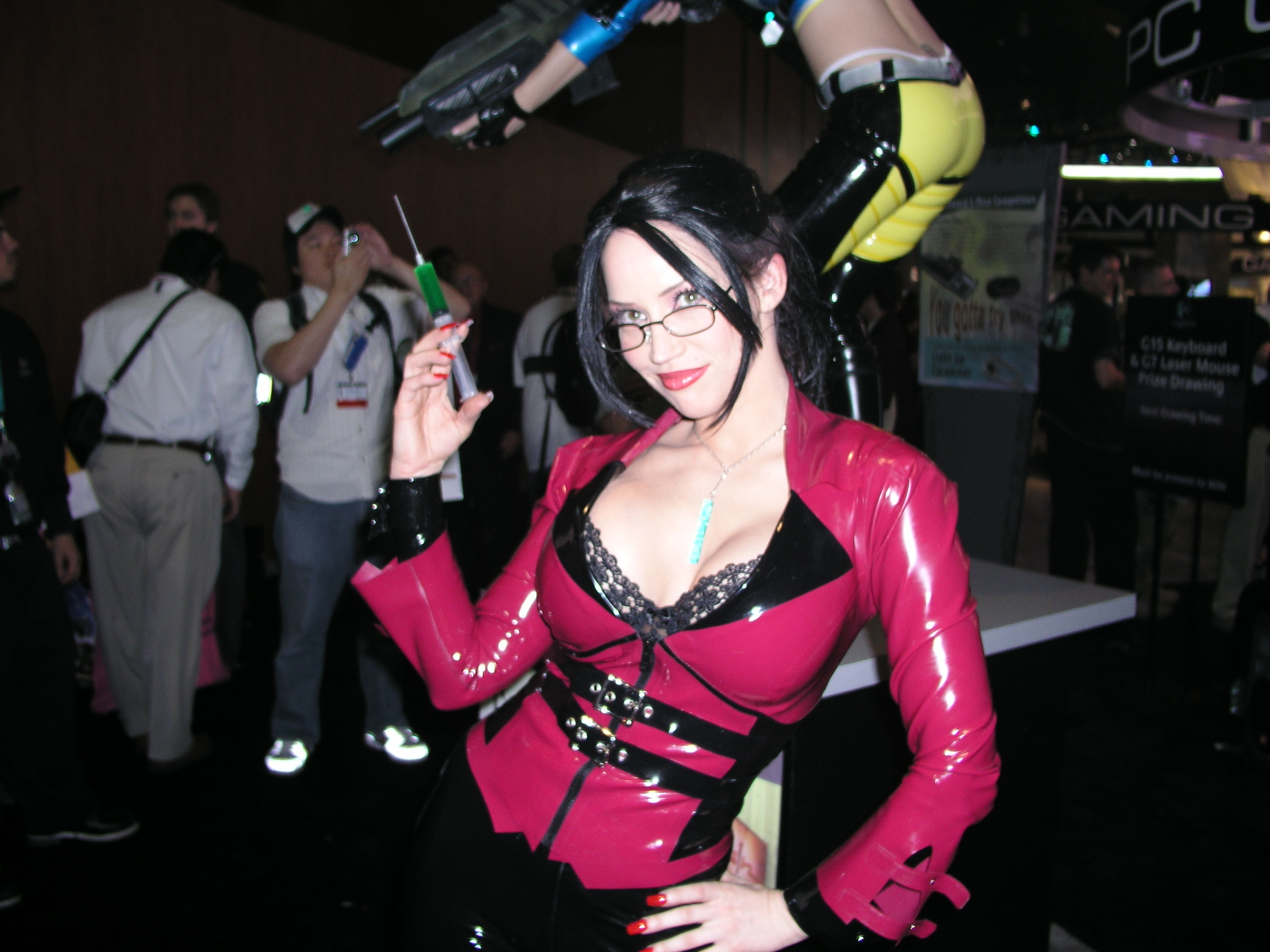
Бьянка Бошан в образе Элексис Синклер, героини игры SiN, на выставке Electronic Entertainment Expo 2006

После увольнения из «Макдоналдса» Бьянка работала в видео-магазине, секс-шопе, а также была официанткой в двух разных стриптиз-клубах (в первой половине 2000-х). С 2005 года она строго сосредоточилась на своей модельной карьере с другом и партнёром Мартином.
Бьянка начала позировать для таких изданий как «Bizarre», «Heavy Rubber», «Marquis», «Nightlife», «Penthouse», «Playboy», «Book of Lingerie», «Skin Two» и «Whiplash». «Моя семья и друзья очень гордились мной, и могу признаться, что я тоже», — говорит она. Её фотографии также присутствуют в нескольких журналах «Playboy Special Editions» и на обложке «Book of Lingerie». Бошан также ведёт свою колонку в журнале «Bizarre», а в январе 2007 года становится первой моделью, которая появилась на обложке этого журнала в шестой раз. В этот же год она подписала контракт с «Hype Energy» и представляет бренд на the Canada F1 Grand Prix Montreal. В сотрудничестве с «Ritual Entertainment» она стала прообразом Элексис Синклер для видеоигры «SiN Episodes».
Летом 2006 года Бошан объявила о выходе своей книги «Bianca Beauchamp — Fetish Sex Symbol» которая фокусируется на её модельной карьере. Книга содержит 208 цветных страниц, вышла ограниченным коллекционным тиражом с двумя различными обложками по 1000 печатных изданий каждого.
В 2007 году она выпустила свой фильм «Bianca Beauchamp: All Access» — документальный фильм, созданный её партнёром Мартином Перро. 85-минутный фильм дебютировал на кинофестивале «Фантазия» в июле 2007 и позже вышел как специальный DVD-выпуск на 2-х дисках в сентябре 2007. Фильм был приобретен дистрибьютором «HALO 8 Entertainment» на кинофестивале «Fantasia Festival» а релиз для широкого выпуска в Северной Америке состоялся 29 января 2008. В августе 2008 Бошан на фестивале «Montreal Fetish Weekend» представила свой новый фильм «Bianca Beauchamp All Access 2: Rubberized». DVD был выпущен в тот же самый день.
С 2011 года Бьянка работает над продвижением и совершенствованием своих фотографий в стиле латекса и гламура.
С 2023 года стала сниматься в порнографических фильмах (преимущественно в сценах группового секса), хотя раньше утверждала что никогда не планирует этим заниматься. 

## Фильмография
- Bianca Beauchamp: All Access[3] — 2007 г.
- Bianca Beauchamp: All Access 2[4] — 2008 г.

## Увлечения и интересы
- Бьянка собиралась стать учителем истории и французского.
- Её фотограф, Мартин, является её бойфрендом уже 15 лет.
- Курит.
- Болельщица хоккейной команды НХЛ «Монреаль Канадиенс»[5]